# Residentie van Bukovinische en Dalmatische metropolieten
De Residentie van Bukovinische en Dalmatische metropolieten is een complex nabij de Oekraïense stad Tsjernivtsi. Het werd ontworpen door de Tsjechische architect Josef Hlávka en gebouwd in de periode 1864 - 1882. Tegenwoordig is het onderdeel van de universiteit van Tsjernivtsi.
Het complex is geïnspireerd op de Moorse en Byzantijnse architectuur. Vooral het Alhambra in de Spaanse stad Granada heeft als inspiratie gediend. Sinds 2011 staat het complex op de Werelderfgoedlijst van UNESCO.
Kiev: Sint-Sophiakathedraal en bijbehorende kloostergebouwen, Kiev-Petsjersk Lavra ·
Lviv - het ensemble van het historisch centrum ·
Geodetische boog van Struve ·
Oude en voorhistorische beukenbossen van de Karpaten en andere regio's van Europa ·
Residentie van Bukovinische en Dalmatische metropolieten ·
Oude stad Taurisch Chersonesos en zijn chora ·
Houten tserkva's van de Karpaten in Polen en Oekraïne ·
Historisch centrum van Odessa